# اکسپرس نیوز
اکسپرس نیوز (انگلیسی: Express News) شرکت رسانه‌ای پاکستانی است، که در سال ۲۰۰۸ تأسیس شد.